# Chemins de fer départementaux du Rhône - Saône-et-Loire
Pour les articles homonymes, voir Chemin de fer de Rhône et Loire.
Le chemin de fer Rhône Saône et Loire (RSL) est formé d'un ensemble de deux lignes, à voie métrique, au départ de Monsols, gare commune avec les chemins de fer du Beaujolais, dans les monts du Beaujolais à la jonction des deux départements Rhône et Saône-et-Loire. Le réseau est ouvert en 1911, et fermé en 1934.

## Historique

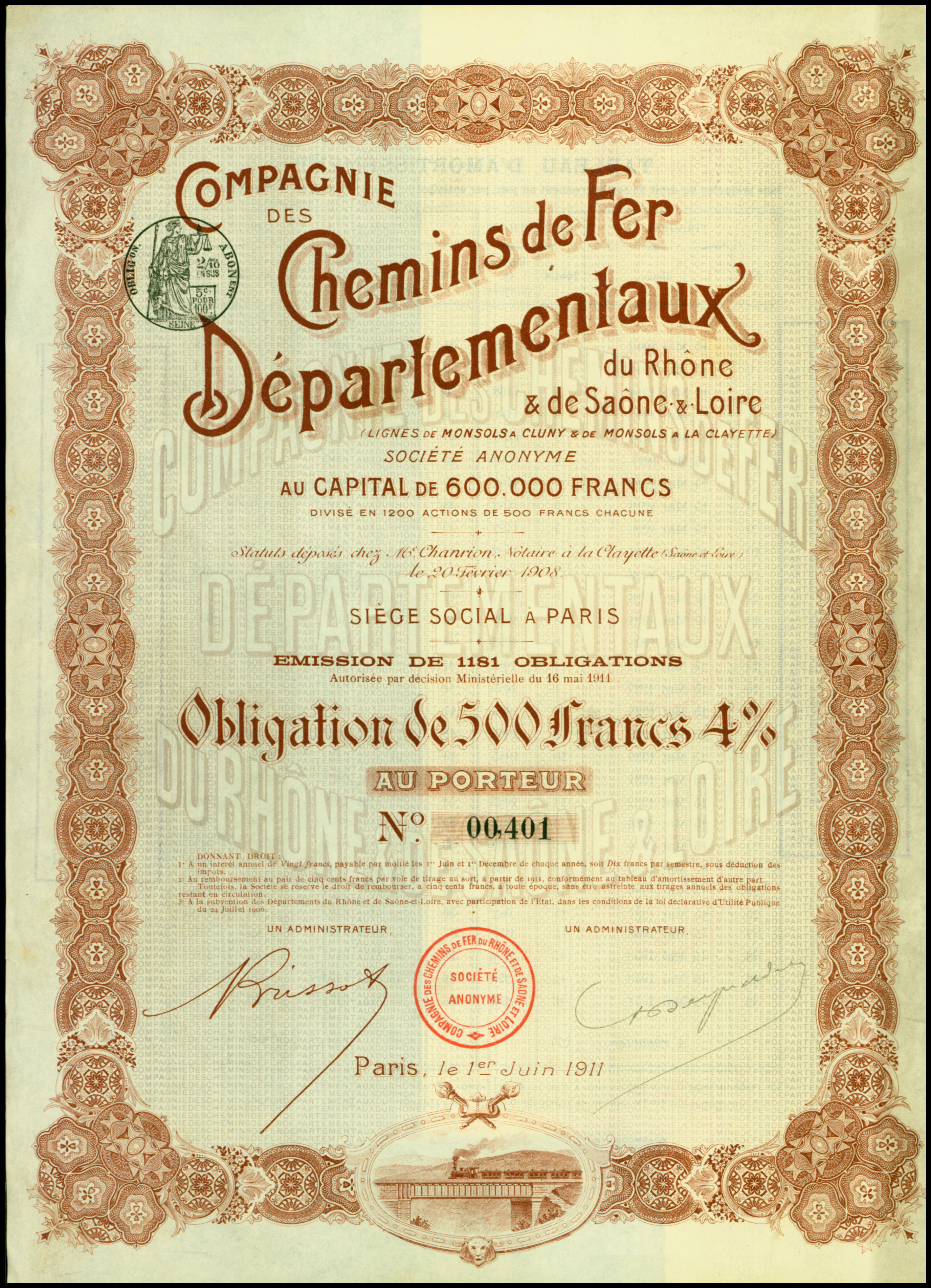
Obligation de la Compagnie des chemins de fer départementaux du Rhône et de Saône et Loire en date du 1 juin 1911

Afin d'améliorer les moyens de communication entre les bourgs, les départements décident, en 1898, la construction des lignes à voie métrique, Cluny à Monsols et Monsols à La Clayette.
Ces lignes sont déclarées d'utilité publique le 24 juillet 1906. La concession pour l'exécution des travaux et l'exploitation du réseau est attribuée à Messieurs Planche et Brissot qui créent alors une société anonyme: la Compagnie des chemins de fer départementaux du Rhône et de Saône et Loire.
- en 1908, commencent  les travaux .
- en 1910, a lieu un voyage inaugural à l'occasion du millénaire de Cluny,
- Le 16 janvier 1911, a lieu la mise en service[3].
- Le 1er février 1917, la compagnie RSL cesse son activité. Le réseau est racheté par les départements du Rhône et de la Saône et Loire.
- Le 15 septembre 1934, a lieu la fin du service ferroviaire, le déclassement le 22 mai 1939.

## Les lignes
La gare de départ est commune à la compagnie des chemins de fer départementaux du Rhône et de Saône et Loire (RSL) et au chemin de fer du Beaujolais (ligne Villefranche-sur-Saône - Monsols).
- la première ligne reliait Monsols à Cluny (30 kilomètres), 12 km dans le Rhône, 18 km en Saône et Loire.
- la seconde ligne reliait Monsols à La Clayette (34 kilomètres)[4] 23 km dans le Rhône et 9 km en Saône et Loire.

## Exploitation

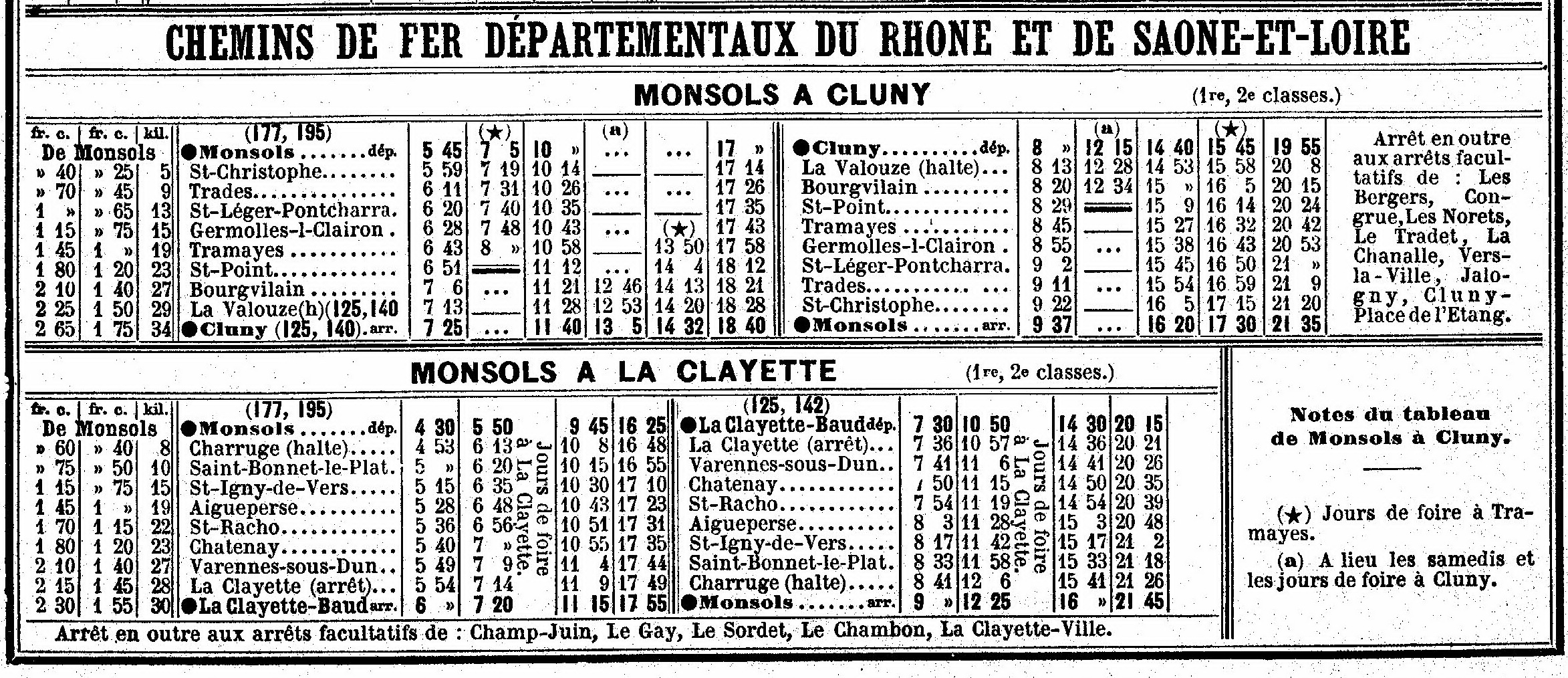
Horaires du réseau en mai 1914.

## Matériel roulant
Les trains sont habituellement mixtes avec une ou deux voitures voyageurs et un ou deux wagons marchandises.
La traction des trains était confiée à des locomotives à vapeur-tender type 130, d'un poids à vide de 21 tonnes, construites par les établissements Piguet à Lyon.
- Locomotives numérotées 01 à 06, livrées en 1911.
- 15 voitures voyageurs, à 2 essieux système de Rechter
- 6 fourgons à bagages
- 58 wagons de marchandises